# Vîmîslivka, Kozova
Vîmîslivka (în ucraineană Вимислівка) este un sat în comuna Vîbudiv din raionul Kozova, regiunea Ternopil, Ucraina.

## Demografie
Componența lingvistică a localității Vîmîslivka
     Ucraineană (100%)
Conform recensământului din 2001, toată populația localității Vîmîslivka era vorbitoare de ucraineană (100%).